# Gromada Piekary (Powiat Grodziskomazowiecki)
Die Gromada Piekary war eine Verwaltungseinheit in der Volksrepublik Polen zwischen 1954 und 1959. Verwaltet wurde die Gromada vom Gromadzka Rada Narodowa, dessen Sitz sich in Piekary befand und aus 12 Mitgliedern bestand.
Die Gromada Piekary gehörte zum Powiat Grodziskomazowiecki in der Woiwodschaft Warschau und bestand aus den ehemaligen Gromadas Badów Górny, Budy-Strzyże, Huta Piekarska, Kowiesowo, Kowiesy, Lindów, Piekary, Podlindowo, Piekarowo und Ziemnice der aufgelösten Gmina Piekary.
Zum 1. Januar 1960 wurden die Dörfer Budy Zasłona und Gąba aus der aufgelösten Gromada Adamowice der Gromada Piekary zugeordnet. Zum 1. Januar 1960 wurde die Gromada aufgelöst; die Dörfer Budy Zasłona und Górny Badów wurden der Gromada Mszczonów zugeordnet, Budy-Strzyże, Kowiesowo-Kowiesy, Lindów-Huta Piekarska, Piekary, Podlinowo-Piekarowo und Zimnice kamen zur Gromada Osuchów.